# Plecoptera xanthoptera
Plecoptera xanthoptera là một loài bướm đêm trong họ Erebidae.